# Payabenua
Payabenua is een bestuurslaag in het regentschap Bangka van de provincie Bangka-Belitung, Indonesië. Payabenua telt 4114 inwoners (volkstelling 2010).